# Holly Madison
Hollin Sue Cullen poklicno poznana pod imenom Holly Madison, je ameriška televizijska osebnost, fotomodel in showgirl, * 23. december 1979, Astoria, Oregon, Združene države Amerike.
Poznana je predvsem kot eno od deklet Hugha Hefnerja iz oddaje The Girls Next Door, zaigrala pa je tudi v lastnem resničnostnem šovu, naslovljenem Holly's World. Čeprav ni bila nikoli Playboyjeva zajčica, se je s svojima soigralkama iz oddaje Girls Next Door, Bridget Marquardt in Kendro Wilkinson, nekajkrat gola pojavila v reviji. Leta 2009 je tekmovala v osmi sezoni oddaje Dancing with the Stars.

## Zgodnje življenje
Hollin Sue Cullen se je rodila v Astoriji, Oregon, Združene države Amerike, kot hči Stevea in Patsy Cullen. Ima mlajšega brata Josepha in mlajšo sestro Stephanie. Njen oče je delal kot mornar, zato se je njena družina veliko selila. Med drugim in enajstim letom je živela na otoku valižanskega princa ob Ketchikanu, Aljaska. Kasneje se je njena družina preselila nazaj v Oregon, tokrat v mesto St. Helens. Holly Madison se je pričela šolati na državni univerzi Portland, kjer je diplomirala iz gledališke umetnosti in psihologije.
Leta 1999 se je Holly Madison preselila v Los Angeles, kjer se je pričela šolati na univerzi Loyola Marymount.
Da je lahko plačala svojo šolnino za univerzo, je pričela delati kot fotomodel za brand Hawaiian Tropic in natakarica v lokalu Hooters. Ob tem času jo je Hugh Hefner večkrat povabil na obisk na Playboyjev dvorec. Po več kot enem letu tovrstnih obiskov se je na dvorec tudi preselila. Avgusta 2001 je postala ena od njegovih sedmih uradnih deklet. Februarja 2001, ko so Hefnerja zapustila vsa dekleta, z izjemo še dveh drugih, je Madisonova postala njegovo »najpomembnejše dekle« in pričela spati v njegovi spalnici. Leta 2008 si je prislužila naziv najbolj vroče natakarice lokala Hooters vseh časov na seznamu, napisanem ob petindvajsetletnici začetka delovanja lokala.

## Kariera

### 2003 - 2009: Playboy inThe Girls Next Door
Leta 2003 je Holly Madison na spletni strani revije Playboy prejela naziv »spletnega dekleta leta«. Novembra 2005 se je poleg Bridget Marquardt in Kendre Wilkinson v sklopu promocije oddaje The Girls Next Door pojavila na naslovnici revije Playboy. Vse tri so se na naslovnici revije pojavile tudi septembra 2006, marca 2008 in februarja 2009.
V tretji sezoni oddaje Girls Next Door je Holly Madison dejala, da si želi ustvariti kariero v produciranju Playboyjevih produktov. V tretji in četrti sezoni oddaje je pričela kot pripravnica delati v Playboyjevih studijih in kasneje postala najmlajša od njihovih urejevalcev fotografij. Pomagala je oblikovati koledar za promocijo oddaje The Girls Next Door leta 2008.
Holly Madison, ki je samo sebe opisala kot ljubiteljico živali, je leta 2006 za revijo The Coolest Little Pet Magazine napisala nekaj člankov o domačih živalih. Aprila 2009 je za PET-ino kampanjo »Raje bi bila gola kot nosila krzno« (»I'd Rather Go Naked Than Wear Fur«) pozirala gola.
Februarja 2009 je prenehala delati za podjetje, saj naj bi ji bilo po razhodu od Hefnerja tamkaj »nerodno delati«.

### 2009 - danes:PeepshowinHolly's World
Leta 2009 je Holly Madison v Las Vegasu zbrala množico žensk, s katerimi je nameravala organizirati »največjo bikini parado vseh časov« in se z njo uvrstiti v Guinessovo knjigo rekordov; to ji je tudi uspelo.
Holly Madison so izbrali za nadomestitev Jewel Kilcher v oddaji Dancing with the Stars, saj je bila Jewel Kilcher skupaj z Nancy O'Dell oddajo prisiljena zapustiti zaradi poškodb, ki jih je utrpela med vajami. Njen partner je bil Dmitry Chaplin. 31. marca 2009 sta bila izločena iz oddaje.
Holly Madison je zgoraj brez nastopila v prizoru burleske Peepshow, predstave v kazinoju Planet Hollywood v Las Vegasu. Zamenjala je Kelly Monaco, ki ji je potekla njena trimesečna pogodba. Tudi sama je na začetku podpisala le trimesečno pogodbo, a jo je kasneje razširila na enoletno pogodbo.
Kot njena soigralka iz serije The Girls Next Door, Kendra Wilkinson, je tudi sama začela s svojo resničnostno oddajo, imenovano Holly's World, ki je govorila o njenem življenju in delu za Planet Hollywood v Las Vegasu. »Je dobre narave in zlobna kot ostale resničnostne oddaje,« je dejala Holly Madison o svoji oddaji. »Zelo se veselim svoje nove oddaje, saj se bom preizkusila tudi v produciranju in videla bom, kako poteka delo za kamerami. Tega ne počnem zaradi nečimrnosti. Veselim se, da se bom učila od najboljših in prevzela nove odgovornosti.« Oddaja se je 6. decembra 2007 premierno predvajala z »epizodo za predogled«; izdali so dve sezoni oddaje.

## Zasebno življenje
Holly Madison je odkrito spregovorila o svojih lepotnih operacijah in priznala, da si je popravila nos in povečala prsi iz košarice A na košarico D. Leta 2011 je Holly Madison oznanila, da je svoje prsi zavarovala za 1 milijon $. Včasih je imela na spodnjem delu hrbta logotip Playboyjevega zajčka, ki pa si ga je kasneje odstranila.
V času svojega razmerja s Hughom Hefnerjem je dejala, da se z njim želi poročiti in imeti njegove otroke. V interjuju za revijo Playboy leta 2008 je Hefner dejal: »Holly zelo ljubim in mislim, da bova skupaj do konca mojega življenja, a zakon trenutno ni v mojem načrtu. To ni zasebna reč; gre se le za to, da z zakoni nisem imel veliko sreče.«
7. oktobra 2008 je Holly Madison preko spletne strani TMZ.com oznanila, da sta se s Hughom Hefnerjem razšla, a da skupaj z Bridget Marquardt in Kendro Wilkinson še vedno snema »nekatere stvari« za oddajo. Hugh Hefner je njun razhod potrdil, ko je povedal: »Če Holly pravi, da sva končala, sva najbrž res.« Kljub temu so vsa tri dekleta podpisala pogodbo za šesto sezono oddaje The Girls Next Door.
Holly Madison je v intervjuju za revijo People 4. marca 2009 dejala: »Nikoli več ne bom hodila z nikomer. Ne potrebujem moškega. Sem zelo zadovoljna sama s sabo in s svojimi prijatelji ... Od te točke dalje sem osredotočena na svojo kariero. Delam na tem, da bi pričela producirati lastne serije. Oddaja Girls Next Door je bila odličen začetek, a bila je oddaja nekoga drugega. Zdaj sem pripravljena, da grem na svoje.«
Avgusta 2012 je oznanila, da bosta s Pasqualeom Rotello marca 2013 postala starša.

## Filmografija

### Filmi
| Filmi | Filmi                            | Filmi                      | Filmi  |
| Leto  | Naslov                           | Vloga                      | Opombe |
| ----- | -------------------------------- | -------------------------- | ------ |
| 1998  | The Last Broadcast               | Gospodična s svetlimi očmi |        |
| 2006  | Scary Movie 3                    | Blondinka # 1              |        |
| 2008  | Hišna zajčica                    | Ona                        |        |
| 2009  | The Telling                      | Stephanie                  |        |
| 2011  | Resurrection: Wrath of Seduction | Angel                      |        |
| 2011  | Slash                            | Polly Nichols              |        |

### Televizija
| Televizija  | Televizija                             | Televizija      | Televizija                                                 |
| Leto        | Naslov                                 | Vloga           | Opombe                                                     |
| ----------- | -------------------------------------- | --------------- | ---------------------------------------------------------- |
| 2002        | MTV Cribs                              | Ona             | 1 epizoda                                                  |
| 2003        | The Surreal Life                       | Ona             | Epizoda: »The Wedding and Goodbye«                         |
| 2003        | Doggy Fizzle Televizzle                | Ona             | Epizoda: »4«                                               |
| 2004        | The Sharon Osbourne Show               | Ona             | 1 epizoda                                                  |
| 2004        | The Bernie Mac Show                    | Bunny           | Epizoda: »The Talk«                                        |
| 2004        | Viva La Bam                            | Ona             | Epizoda: »Drive-Way Skate Park«                            |
| 2005        | Curb Your Enthusiasm                   | Ona             | Sezona 5, epizoda 6 - »The Smoking Jacket«                 |
| 2005        | The Big Idea with Donny Deutsch        | Ona             | 1 epizoda                                                  |
| 2005        | Priskledniki                           | Ona             | Epizoda: »Aquamansion«                                     |
| 2005 – 2006 | The Tyra Banks Show                    | Ona             | 2 epizodi                                                  |
| 2005 – 2009 | The Girls Next Door                    | Ona             | Sezone 1 - 5. 80 epizod                                    |
| 2006        | E! True Hollywood Story                | Ona             | Epizoda: »Hugh Hefner: Girlfriends, Wives and Centerfolds« |
| 2006        | Amazon Fishbowl                        | Ona             | 1 epizoda                                                  |
| 2006        | The Late Late Show with Craig Ferguson | Ona             | 2 epizodi                                                  |
| 2006        | Robot Chicken                          | Ona (glas)      | Epizoda: »Drippy Pony«                                     |
| 2006        | The Ellen DeGeneres Show               | Ona             | 1 epizoda                                                  |
| 2007        | Keeping Up with the Kardashians        | Ona             | Epizoda: »Birthday Suit«                                   |
| 2007        | Phenomenon                             | Ona             | Epizoda: »Three«                                           |
| 2007        | Last Call with Carson Daly             | Ona             | 1 epizoda                                                  |
| 2008        | Today                                  | Ona             | 1 epizoda                                                  |
| 2008        | Celebrity Family Feud                  | Ona             | Epizoda: »Vincent Pastore vs. The Girls Next Door«         |
| 2008        | Living Lohan                           | Ona             | Epizoda: The Billionaire Babysitters                       |
| 2008        | Chelsea Lately                         | Ona             | 1 epizoda                                                  |
| 2009        | Dancing with the Stars                 | Contestant      | Sezona 8, izključena v tretjem krogu                       |
| 2009 – 2010 | Kendra                                 | Ona             | 2 epizodi                                                  |
| 2009 – 2011 | Holly's World                          | Ona             | Sezoni 1 in 2; 19 epizod                                   |
| 2010        | Na kraju zločina                       | Vroča blondinka | Epizoda: »Pool Shark«                                      |
| 2010        | When I Was 17                          | Ona             | 1 epizoda                                                  |